# Nova Candelária
Nova Candelária is een gemeente in de Braziliaanse deelstaat Rio Grande do Sul. De gemeente telt 2.800 inwoners (schatting 2009).